# Докучаєво
Докуча́єво (каз. Докучаев) — село у складі Тимірязєвського району Північноказахстанської області Казахстану. Адміністративний центр Докучаєвського сільського округу.
Населення — 613 осіб (2021; 769 у 2009, 928 у 1999, 1029 у 1989).
Національний склад станом на 1989 рік:
- росіяни — 45 %
- казахи — 22 %.